# Hassan Ali Jamsheer
Hassan Ali Jamsheer (ur. 21 lipca 1941 w Chanakin) – polski historyk, arabista. 

## Życiorys
Urodził się w rodzinie kurdyjskiej. Jako wyróżniający się maturzysta w 1960 dzięki rządowemu stypendium podjął studia w Constantine Technical College w Middlesbrough. Po przewrocie w Iraku cofnięto mu stypendium. Za pośrednictwem Międzynarodowego Związku Studentów otrzymał finansowanie na studia w Polsce. Po rocznym kursie w Studium Języka Polskiego dla Cudzoziemców w Łodzi podjął studia historyczne na Uniwersytecie Łódzkim, zakończone w 1969 obroną napisanej pod kierunkiem Henryka Katza pracy Irackie powstanie narodowe 1920 roku. W 1974 otrzymał stopień doktora nauk humanistycznych na podstawie dysertacji Konflikt sueski 1956–1957, promotorem której był Józef Dutkiewicz. 
W 1974 przerwał karierę na UŁ i podjął pracę jako specjalista w Zakładzie Organizacji i Zarządzania Instytutu Medycyny Społecznej Akademii Medycznej w Łodzi. Od 1976 do 1981 był sekretarzem i tłumaczem w ambasadzie Iraku w Warszawie oraz korespondentem Irackiej Agencji Prasowej. W kwietniu 1982 powrócił na UŁ, obejmując stanowisko w Międzyuczelnianym Instytucie Nauk Politycznych, a po jego rozwiązaniu w 1991 w Zakładzie Historii Powszechnej Nowożytnej i Najnowszej Wydziału Filozoficzno-Historycznego. W 1994 habilitował się (Idea jedności w myśli społeczno-politycznej świata arabskiego) tamże. W latach 1996–2002 profesor nadzwyczajny Uniwersytetu Łódzkiego, w tym od 2000 kierownik Katedry Studiów Bliskowschodnich na Wydziale Filozoficzno-Historycznym UŁ. Od 2002 tytuł naukowy profesora nauk humanistycznych. W 2013 przeszedł na emeryturę. 
Jego zainteresowania naukowe obejmowały takie zagadnienia jak: historia i stosunki międzynarodowe państw Bliskiego Wschodu, źródła i kierunki myśli polityczno-społecznej świata arabskiego oraz idea jedności arabskiej (tradycja i jej współczesne interpretacje). 
Ojciec Aleksandra Jamsheera. 

## Wybrane publikacje
- Konflikt sueski w stosunkach międzynarodowych (1956-1957), Łódź: Wydawnictwo UŁ 1987.
- Idea jedności w myśli społeczno-politycznej świata arabskiego, Łódź: Wydawnictwo Uniwersytetu Łódzkiego 1992.
- Jedność arabska: geneza idei w tradycji wczesnego islamu, Warszawa: Semper 1995.
- Ibn Chaldun (1332-1406): Muqaddima - historia - historiozofia, Łódź: Wydawnictwo Ibidem 1998.
- Konflikt bliskowschodni: zbiór dokumentów, oprac. i wstępem zaopatrzył Hassan A. Jamsheer, Łódź: WSSM 1999.
- Ibn Chaldun i jego Muqaddima: antologia myśli społeczno-politycznej, Łódź: Wydawnictwo Ibidem 2002.
- Konflikt bliskowschodni: zarys i dokumentacja, Płock: Wydawnictwo Naukowe Novum 2004.
- Współczesna historia Iraku, Warszawa: Wydawnictwo Akademickie Dialog 2007.
- Reforma władzy i społeczeństwa w arabsko-muzułmańskiej myśli politycznej wieków XIX i XX, Łódź: Wydawnictwo Ibidem 2008.
- Historia powstania islamu jako doktryny społeczno-politycznej, Warszawa: Wydawnictwo Akademickie Dialog 2009.